# Sukanagara (Purbaratu)
Sukanagara is een bestuurslaag in het regentschap Kota Tasikmalaya van de provincie West-Java, Indonesië. Sukanagara telt 7396 inwoners (volkstelling 2010).